# John Hume
John Hume, severnoirski politik in nobelovec, * 18. januar 1937, Derry, † 3. avgust 2020, Derry.
Bil se sonagrajenec Nobelove nagrade za mir v letu 1998 s Davidom Trimblom. Bil je član evropskega parlamenta, britanskega parlamenta, poslanec irskega zbora. Velja za pomembnejšo osebnost Irske in eden arhitektov mirovnega procesa na tem področju.

## Začetki
John Hume se je rodil v Derryu v katoliški družini. Njegov praded je bil prezbiterijanski priseljenec iz Škotske. Hume je bil študent na St. Columb's College in na St. Patrick's College, Maynooth, vodilnem katoliškem semenišču na Irskem in priznanem kolegiju National University of Ireland, kjer je bilo predvideno, da študira za duhovništvo. Med njegovimi učitelji je bil tudi kasnejši kardinal Tomas Ó Fiaich.
Klerikalnega študija ni zaključil, a ostala mu je diploma, ki jo je uporabil za delo učitelja v domačem mestu. Kot učitelj postane ustanovni član delavske hranilnice (gre za gibanje prestrukturiranja bančništva med delavci, ki se prične v 1960tih letih), pa tudi vodja odbora, ki bi ustanovil Univerzo za Derry leta 1965, na podlagi katere ustanovijo Univerzo Ulster.
Hume je postal vodilna osebnost pri državljanskih gibanjih za civilne pravice v poznih 1960-ih skupaj z ljudmi, kot so Hugh Logue. Hume je bilo viden pri neuspešnem boju, da se na Severnem Irskem ustanovi druga univerzi s sedežem v Derryu. Sprožil je veliko demonstracij in zborovanj predvsem lokalnega značaja in namenjenih posamičnih spremembah in reševanju drobnih krivic, ki jih ni reševala vlada in tako povzročala še večjo škodo. Odbor je imel tudi združenje redarjev, ki so bili na zborovanjih le, da preprečijo kakršno koli nasilje na pohodih ali sedečih protestih.

## Vključevanje v delavske hranilnice
Hume je bil ustanovitelj in član Derryeve Kreditne zadruge. Pri 27tih letih starosti je postal najmlajši predsednik Irskega društva Kreditnih zadrug. Tu je bil predsednik 1964 do 1968. 

## Politična kariera
Hume je bil dejaven član nacionalistične stranke v začetku leta 1960, vendar je odstopil v letu 1964, ker se ni počutil prijetno pri delu z novo stranko Nacionalno politična fronto. Po političnem iskanju v irski politiki in celo ministrovanju v njihovi vladi (1973-1974) je bil uspešno izvoljen v britanski parlament v letu 1983. Oktobra 1971 se je pridružil štirim britanskim poslancem v 48-urni gladovni stavki v protest na pripor brez sojenja stotih domnevnih Irski republikancev.
Velja za ustanovnega predstavnika socialnodemokratične in delavske stranke in je bil tudi njen predsednik leta 1979. Prav tako je služil kot eden od na Severnem Irskem treh članov Evropskega parlamenta.
Hume je bil neposredno vpleten v "skrivne pogovore" z Britansko vlado in Sinn Féin v prizadevanju, da bi Sinn Féin razpravljala na pogajanjih brez zadržkov. Pogovori so neposredno privedli do Anglo-irskega sporazuma leta 1985. Hume velja za političnega misleca veliko političnih dogodkov v Severnem Irskem, od delitvi oblasti po takoimenovih Sunningdale sporazumu, Anglo-irskem sporazumu in Belfast sporazumu. Leta 1998 je prejel Nobelovo nagrado za mir s tedanjim vodjo Ulstrove unionistične stranke Davidom Trimblom.

## Upokojitev in smrt
4. februarja 2004 je Hume napovedal svojo upokojitev iz politike. Nekaj časa po upokojitvi je aktivno zagovarjal evropske integracije, organiziral dobrodelne dejavnosti z ženo, deloval in podpiral svoj dolgoletni nogometni klub Derry City FC. Boleha za demenco. Hume je umrl 3. avgusta 2020 v Derryu.